# جريتي كيلسون
جريتي كيلسون (بالإنجليزية: Grete Keilson)‏‏ (21 ديسمبر 1905 في برلين - 4 يناير 1999 في درسدن) سياسية، وموظفة، وموظفة من ألمانيا.

## الجوائز
- وسام الاستحقاق الوطني
- وسام نجمة صداقة الشعوب لألمانيا الشرقية [الإنجليزية]‏